# Amnay
Amnay, nome d'arte di Abdelhadi Idrissi (Kelaat Mgouna, 25 febbraio 1989), è un cantautore, poeta e militante berbero con cittadinanza marocchina.

## Biografia
Amnay è nato nel 1989 a Taltnamart un piccolo villaggio nel comune di Kelaat Mgouna nel sud-est del Marocco.
Amnay è nato in una famiglia di modeste condizione che ama l'arte e la cultura amazigh. All'età di 13 anni costruì il suo primo strumento musicale da cui ha prodotto le sue prime melodie. All'inizio riproduceva le canzoni cantate dai suo cantanti preferiti come Idir e Mallal. Qualche anno dopo Amnay ha composto la sua prima canzone Tilelli (libertà) con l'aiuto della sua famiglia.
Nel 2006 partecipò a una serata musicale organizzata da una associazione della sua regione per l'anno nuovo Amazigh 2956, e da quel giorno Amnay ha dato un altro senso alla sua vita, frequentando l'associazione MCA (le mouvement culturelle amazigh), cantando per la libertà, le donne berbere, contro razzismo e arabizzazione.
Nell'agosto del 2008 Amnay pubblicò il suo primo album intitolato Ar-mani?  (Fino a quando?), in cui cerca di dare risposte ragionevoli alla miseria in cui sono caduti i berberi a causa dei regimi autoritari che governano Tamazgha. Recentemente Amnay ha pubblicato il suo secondo album intitolato Timazighin (donne berbere) in questo suo secondo album Amnay racconta i sacrifici che fanno le donne berbere per conservare l'identità berbera e trasmetterla di generazione in generazione.

## Discografia
- Ar Mani?  (fino a quando?) 2008;
- Azwu (il vento, realizzato insieme a Mohamed Mallal) 2009;
- Timazighin  (donne berbere) 2010.